# Тімоті Рей Браун
Тімоті Рей Браун (англ. Timothy Ray Brown; 11 березня 1966 — 29 вересня 2020) — американець, який вважається першою людиною, що вилікувалася від ВІЛ/СНІДу.

## Перебіг подій
Брауну був поставлений діагноз ВІЛ у 1995 році під час навчання в Берліні, через це він отримав прізвисько «Берлінський пацієнт» (англ. The Berlin Patient). У 2007 році Браун пройшов процедуру, відому як трансплантація гемопоетичних стовбурових клітин для лікування лейкемії, виконану групою лікарів у Берліні під керівництвом Геро Хюттера. З 60 відповідних донорів вони вибрали гомозиготного донора [CCR5] -Δ32 з двома генетичними копіями рідкісного варіанту клітинного рецептора. Ця генетична характеристика додає стійкість до ВІЛ-інфекції, блокуючи прикріплення  ВІЛ до клітини. Приблизно 10 % людей європейського походження мають цю успадковану мутацію, але вона рідко зустрічається в інших місцевостях.
Через три роки після трансплантації і, незважаючи на припинення антиретровірусної терапії, дослідники не змогли виявити ВІЛ в крові Брауна або в різних біопсіях. Рівень ВІЛ-специфічних антитіл у крові Тімоті Брауна також знизився, що вказує на те, що функціональний ВІЛ, можливо, був виключений з його тіла. Проте вчені, які вивчають його справу, попереджають, що ця ремісія ВІЛ-інфекції незвичайна. Браун страждав від лейкоенцефалопатії, яка є досить смертельна. Це означає, що ця процедура не повинна проводитися на інших пацієнтах із ВІЛ, навіть якщо можна знайти достатню кількість відповідних донорів. Є деякі сумніви в тому, що очевидне лікування Тімоті Брауна було пов'язано з незвичайним характером отриманих ним стовбурових клітин.

### Смерть
У 2019 році у Брауна знову виявили рак крові. В кінці вересня 2020 стало відомо, що у нього виявили рак в останній стадії. За словами медиків, після трансплантації ВІЛ більше не проявлявся, але в цьому році рак став широко розповсюджуватися по організму. Тімоті Рей Браун помер 29 вересня 2020 року в 15:10 в хоспісі в місті Палм-Спрінгз у віці 54 років.

## Громадська діяльність
У липні 2012 року Браун оголосив про створення Фонду Тімоті Рея Брауна у Вашингтоні, округ Колумбія, діяльність якого присвячена боротьбі з ВІЛ/СНІДом.